# Bondeno
Bondeno (Bundén in dialetto bondenese) è un comune italiano di 14 071 abitanti della provincia di Ferrara in Emilia-Romagna, situato sulle sponde del fiume Panaro.

## Geografia fisica
Il territorio del bondenese è situato nella pianura padana, all'estremità occidentale della provincia di Ferrara, in confine con le province di Mantova, Modena e Rovigo.
La rete idrica a Bondeno è piuttosto fitta; in primis c'è la foce del fiume Panaro che sfocia nel Po, il quale delimita il confine settentrionale del territorio bondenese. Più a valle è presente il vasto alveo del Cavo Napoleonico, che collega il Po al sistema idrico delle province di Bologna e Modena, inoltre è presente una fitta rete di canali, il più cospicuo dei quali è il canale di Burana, derivante da opere di bonifica realizzate nel XX secolo nel settore occidentale del comune di Bondeno. Il suddetto incrocia e sottopassa il fiume Panaro ad opera della Botte Napoleonica  .L'altezza del territorio bondenese va da 5 a 14 m s.l.m., è l'unico comune della provincia di Ferrara a confinare con la Lombardia
Bondeno fa comunque parte dell'"alto ferrarese" nonostante i bassorilievi, in quanto la divisione alto e basso ferrarese è di origine geografico-politica e riguarda tutta la parte occidentale della provincia di Ferrara, i cui comuni hanno creato prima una omonima associazione intercomunale. Per il 2014 era prevista la creazione dell'unione dei comuni di Bondeno, Poggio Renatico e Cento..

## Origine del nome
Il toponimo comparve per la prima volta nel VIII secolo e indicava un canale situato sulla destra del Po, su cui poi nacque il primitivo insediamento. La tesi più accreditata sostiene che il nome deriverebbe dalla voce gallica "bunda", ovvero conca, convalle. Toponimi simili e derivati sono presenti in altre aree dell'Italia settentrionale.

## Storia
Importante centro di produzione e manifatturazione della frutta, è il più antico insediamento del territorio. Il toponimo sembra provenire dall'antico nome del fiume, Bondinacus. Singolare è il sito di Terramara di Pilastri, luogo dove
indagini archeologiche condotte nel territorio comunale attestano la presenza di insediamenti umani fin dal neolitico (ex fornace Grandi) e successivamente dell'età del bronzo medio (Pilastri - fondo "I Verri"), dell'età del ferro (Pilastri - fondo "Colletta") e di età romana (Settepolesini, Santa Maddalena dei Mosti e Pilastri).
Quella di Bondeno è una lunga storia di alluvioni e di grandi opere intraprese per difendersi dalle acque e incanalarle in modo da consentire la coltivazione.
Nel Medioevo appartenne al monastero di Nonantola per donazione di re Astolfo, poi fece parte dei possedimenti di Matilde di Canossa che all'inizio del XII secolo fece costruire a difesa della città un castello, poi distrutto da Alfonso I d'Este.
Secondo l'ipotesi controversa di Piero Scapecchi, attorno al 1463 sarebbe stato impresso a Bondeno da Ulrico Pursmid, tipografo tedesco itinerante, in società con Paolo Moerich il frammento Parsons-Scheide, contenente un'edizione illustrata della Passione di Cristo, che potrebbe essere il primo libro stampato con l'utilizzo della tecnica a caratteri mobili in Italia.
Devastanti furono le invasioni subite dai veneziani nei primi secoli del Millennio e dai parmensi nella seconda metà del Settecento. Con la fine della dinastia estense, Bondeno passò allo Stato della Chiesa.
Con Napoleone Bonaparte Bondeno venne accorpato alla Repubblica Cisalpina prima e successivamente al Dipartimento del Basso Po.
Nel 1860 Bondeno entrò a far parte del Regno di Sardegna e quindi del Regno d'Italia.
Nel 2011 Bondeno viene nominata Città dal Presidente della repubblica Giorgio Napolitano in occasione del 150º Anniversario dell'Unità d'Italia.
All'interno del comune di Bondeno avvenne una delle principali scosse dei terremoti dell'Emilia del 2012, di magnitudo 6,1, il giorno 20 maggio, che ha provocato vari danni e crolli a strutture storiche ed industriali.
- Classificazione climatica: zona E, 2281 GR/G[13]
- classificazione sismica: zona 3[13]

### Simboli

Il gonfalone civico

Lo stemma e il gonfalone di Bondeno sono stati concessi con decreto del presidente Repubblica del 17 maggio 1989.
L'aquila bianca degli Estensi fu concessa a Bondeno con un privilegio del duca Borso nel 1452.
Il gonfalone è un drappo troncato di azzurro e di bianco.

### Onorificenze
Bondeno è tra le città decorate al valor militare per la guerra di Liberazione, insignito il 22 maggio 1978 della medaglia di bronzo al valor militare per i sacrifici delle sue popolazioni e per la sua attività nella lotta partigiana durante la seconda guerra mondiale:

## Monumenti e luoghi d'interesse

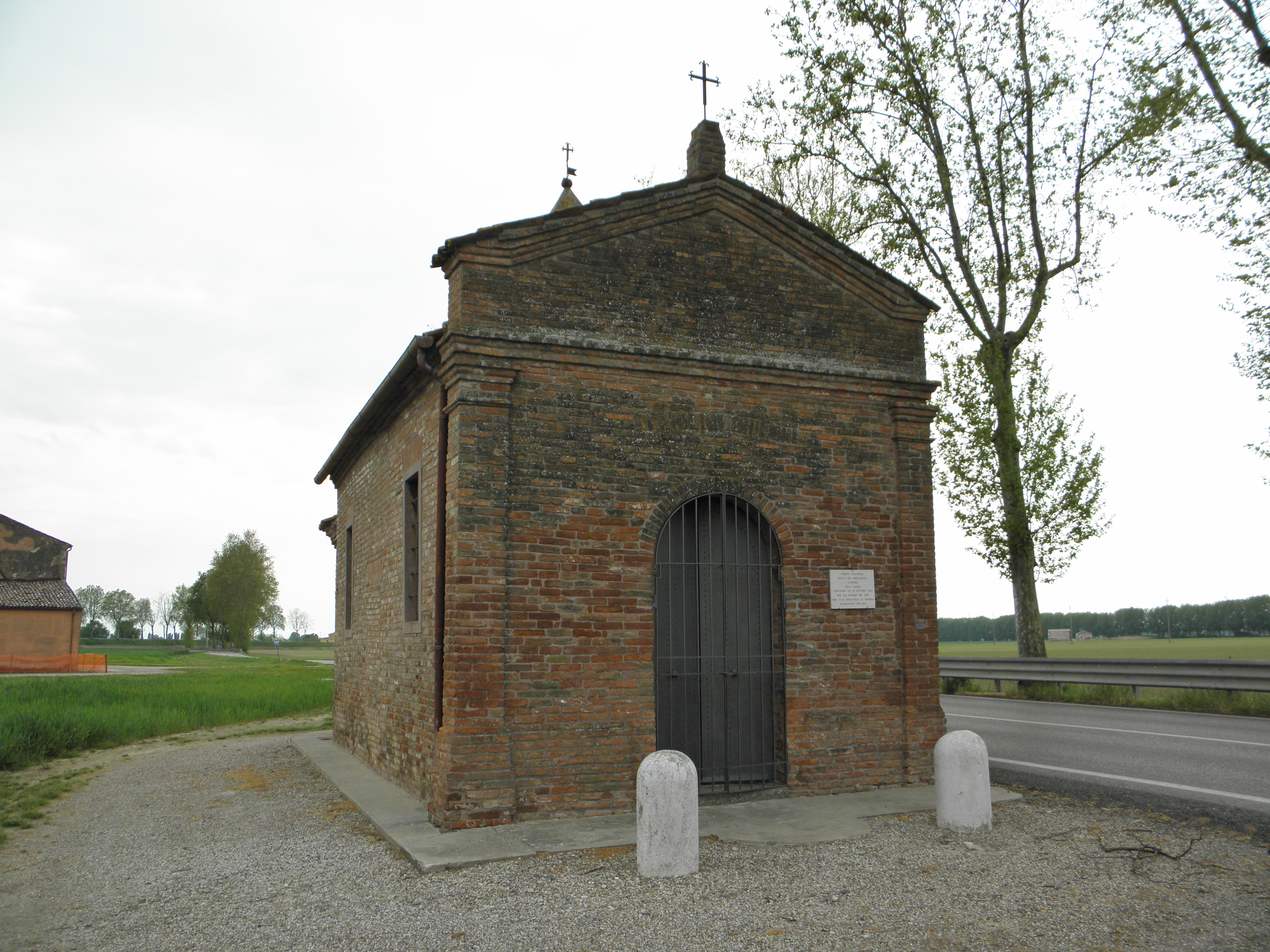
Oratorio del Marzaiolo. Ponte Rodoni

### Architetture religiose
- Chiesa della Natività della Beata Vergine Maria, è l'edificio di culto principale di Bondeno, costruita nel 1114 per donazione di Matilde di Canossa con la annessa torre campanaria, recentemente fatta oggetto di importanti interventi di restauro conservativo, emblema di Bondeno. Di stile Gotico lombardo e risalente al sec. XII con rimaneggiamenti del sec. XIV, la torre campanaria ha un impianto a base quadrata decorato da pilastri e impreziosito da lesene. La cella campanaria, nel suo stile tardo gotico, fa uso di archi ogivali che racchiudono trifore a sesto acuto.
- Chiesa di San Giovanni Battista.
- Chiesa del Sacro Cuore, detta "delle catene", eretta su un preesistente oratorio attorno alla metà del XVI sec e recentemente fatta oggetto di lavori di restauro e consolidamento statico. L'appellativo "delle catene" deriva dalla documentata presenza di un sagrato protetto dall'immunità ecclesiastica delimitato da catene di ferro. L'annessa torre campanaria risale al 1617. L'edificio è attualmente sede del Presepio Storico Artistico parrocchiale.
- Chiesa della Beata Vergine Addolorata.
- Chiesa di San Giacomo Apostolo, nella frazione di Burana.
- Chiesa di San Biagio delle Avezzane, nella località di San Biagio, vicina alla frazione di Salvatonica.
- Chiesa di San Pietro Apostolo, nella frazione di Santa Bianca.
- Chiesa di San Matteo Apostolo, nella frazione di Pilastri di Bondeno.
- Chiesa della Natività di Maria Vergine, nella frazione di Stellata.
- Santuario della Beata Vergine Lauretana della Pioppa, nella frazione di Ospitale.
- Chiesa dell'Annunciazione della Beata Maria Vergine, nella frazione di Ospitale.
- Chiesa di Sant'Antonio da Padova, nella frazione di Salvatonica.
- Cimitero di Bondeno, conosciuto anche come Certosa di Bondeno, costruito nel 1900 su disegno dell'ingegner Giovanni Boicelli, presenta un vasto quadriportico in stile neo-rinascimentale, ispirato a quello del cimitero di Ravenna, in cui sono collocate pregevoli tombe scolpite e dipinte da artisti di varia provenienza: Edgardo Rossaro, Gaetano Galvani, Mario Sarto, Gian Carlo Tassi, Giuseppe Busuoli, Enzo Pasqualini[18]

### Architetture civili
- Museo d'Arte Moderna e Contemporanea - Pinacoteca Civica "G.Cattabriga".
- Museo privato della meteorologia. Raccolta di strumenti di rilevazione meteorologiche ordinati in senso logico e cronologico, che illustrano le tecniche di rilevazione e interazione meteorologiche nell'arco temporale del XX secolo.[19]

### Monumento ai Caduti
Il Monumento “La Madre” di Arrigo Minerbi è dedicato ai caduti della Grande Guerra ed è stato inaugurato il 14 giugno 1925. Posta in un giardino ricavato nell'area tombata del canale di Burana l'opera è composta da un basamento in granito sormontato da quattro gradini in pietra, su ogni gradino sono riportate, con inserti in bronzo a numeri romani, le date degli anni di guerra, alla sommità di questi un pozzo con carrucola e catena, composta da trecentocinquanta anelli, con scritti i nomi dei caduti. Dalla vera del pozzo fuoriesce un vestimento della statua bronzea raffigurante una donna seduta, una madre (Carlotta per i bondenesi) che sembra attendere il ritorno del figlio dal fronte. La scultura fu finanziata dal Comune e da privati cittadini e fusa nella Fonderia Primo Capecchi di Pistoia.

### Stellata

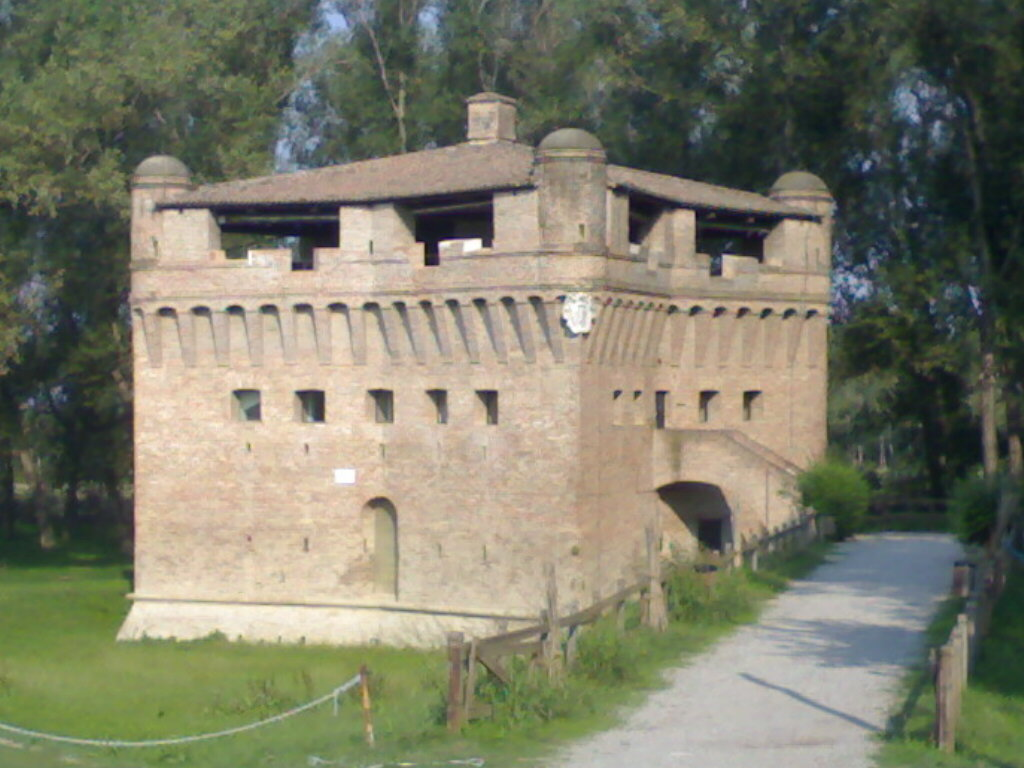
La Rocca Possente, costruita nell'XI secolo sulle rive del fiume Po, nei pressi di Stellata.

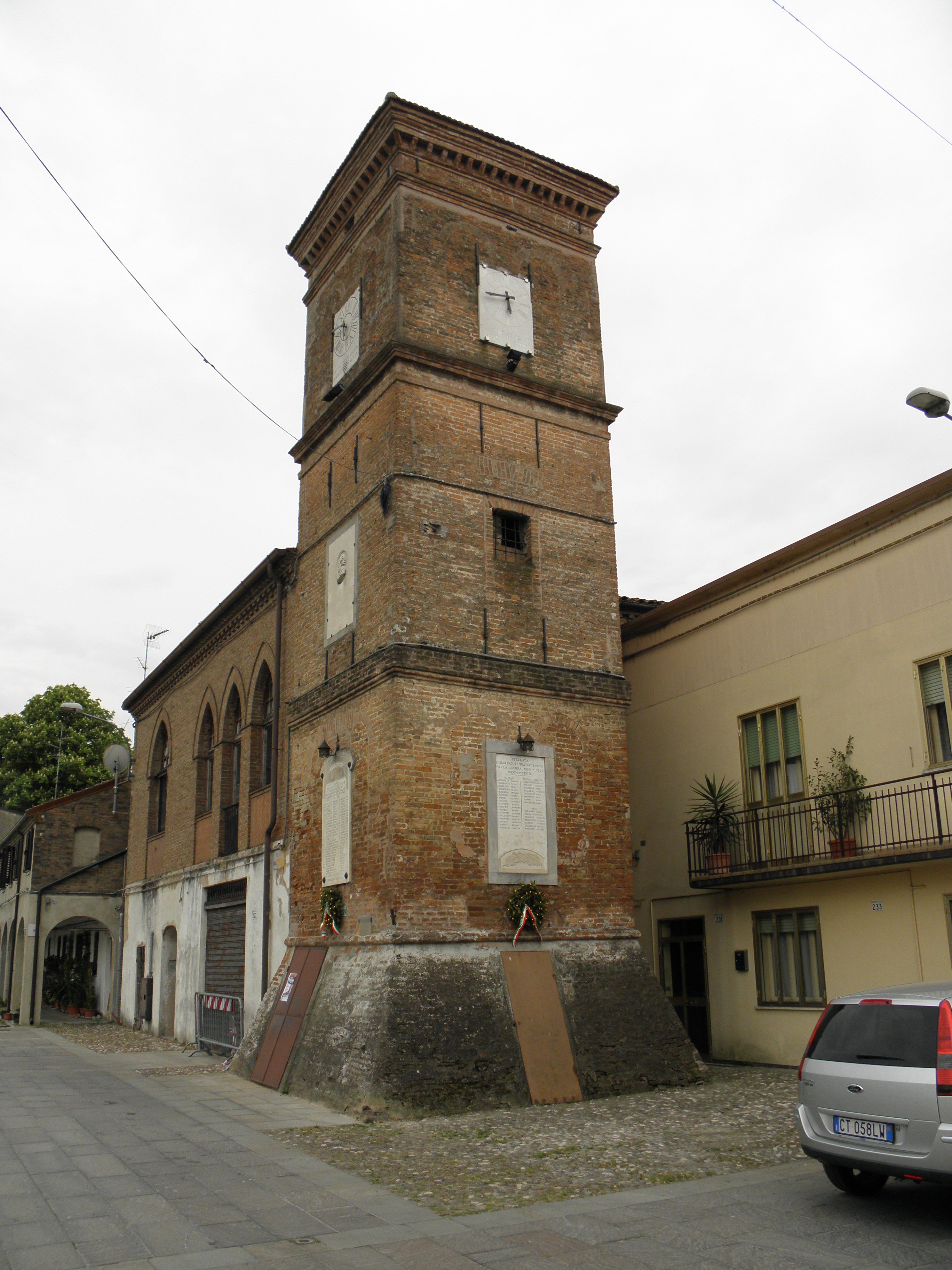
La Torre Pepoli di Stellata

Nella frazione di Stellata è presente la Rocca Possente, monumento dichiarato patrimonio mondiale dell'umanità da parte dell'UNESCO facendo parte del sito "Ferrara, città del Rinascimento e il suo Delta del Po".
Si tratta di una fortificazione eretta attorno all'XI secolo e successivamente ampliata dagli estensi nel 1362. All'epoca posizionata nelle vicinanze del delta del Po, assieme alla rocca di Ficarolo aveva lo scopo di controllare il traffico navale e mercantile mediante l'utilizzo di una catena tra le due sponde del fiume.
Ricostruita nuovamente dopo il 1521, assume la forma con bastioni obliqui "a stella" adatti a resistere ai colpi di artiglieria. La conformazione a stella dell'edificio ha dato il nome alla frazione omonima.
La Torre civica, o Torre Pepoli, o Torre Pepoli-Spisani è l'altra struttura storica della frazione. Sulla torre sono murate cinque lapidi di marmo, mentre sul lato est è presente un orologio del 1655

### Ospitale

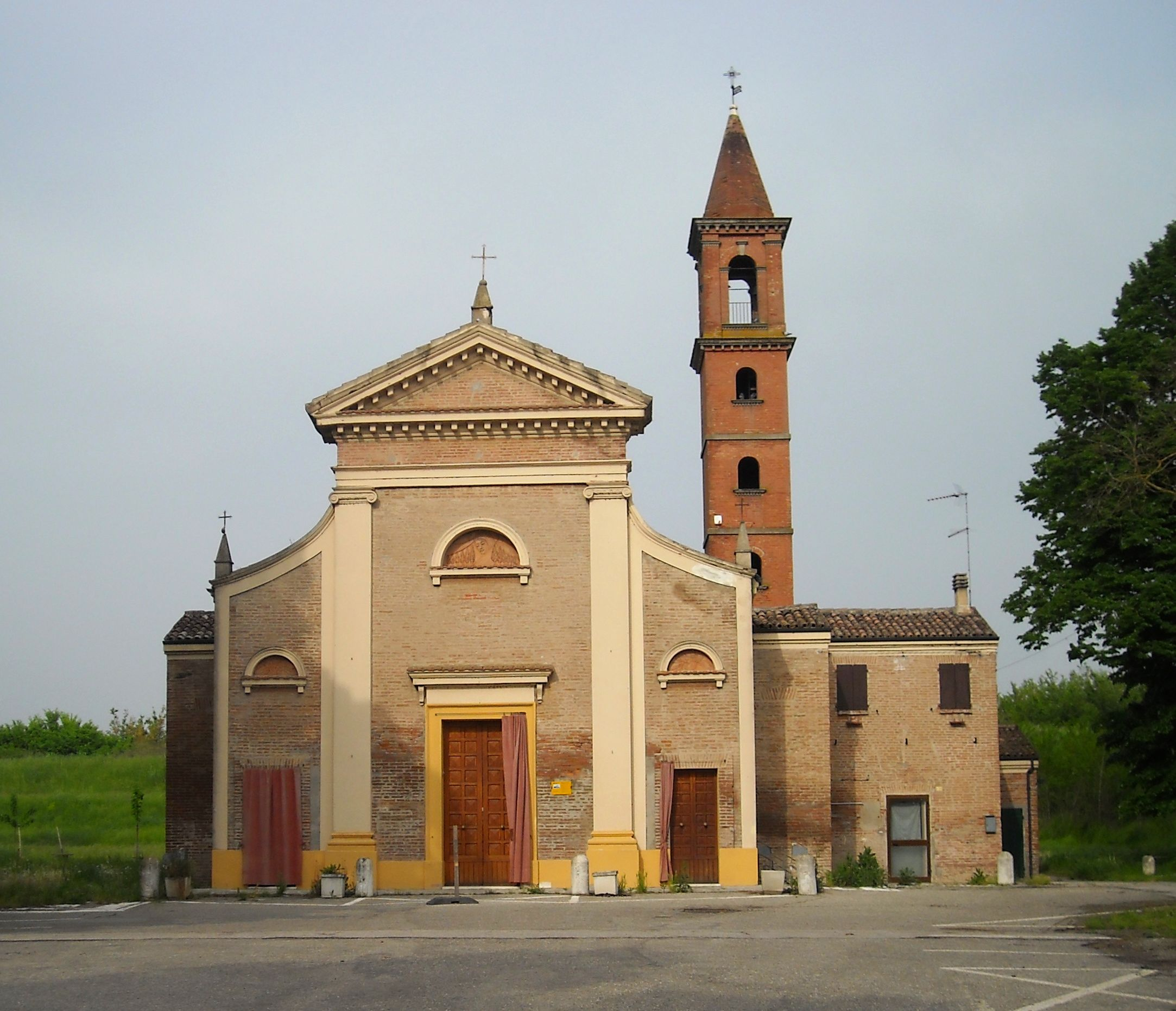
Santuario della Madonna della Pioppa, nei pressi di Ospitale

Nella frazione di Ospitale sorge il santuario della Madonna della Pioppa, patrona degli aviatori. Secondo la tradizione, nell'anno 1600 la Madonna apparve tra i rami di un albero (un pioppo appunto) e parlò ad una bambina sordomuta, miracolandola ridandole udito e parola. La cappelletta originaria fu costruita nel 1680 nel luogo della visione, mentre più tardi fu edificato l'attuale santuario, nella seconda metà del XIX secolo.
Nella primavera del 2011 dei ladri entrarono nel santuario e rubarono l'immagine della Madonna, che fu ritrovata leggermente sfregiata in un fosso, poco tempo dopo. Dopo il restauro da parte di una coppia di ferraresi, l'immagine dipinta è conservata presso la Curia Arcivescovile della Diocesi di Ferrara - Comacchio, dopo essere stata esposta nel mese di novembre 2012.

### Settepolesini
Settepolesini è un piccolo borgo del comune di Bondeno. Vi è presente una Oasi naturale detta lago del Quaternario, dove è stato ritrovato, nel corso di opere estrattive di materiali inerti, un importante giacimento di ossa di Mammuth. Il sito, tra i più importanti in Europa per i ritrovamenti, ha favorito ripetutamente la deposizione di numerose carcasse di animali che abitarono la pianura padana in più momenti dell'ultima era glaciale e dell'Olocene.
Da qualche anno sono presenti all'interno del fienile dell'oasi ricostruzioni dei grandi mammiferi della preistoria, realizzate dall'Università degli Studi di Ferrara.
Dal 2010 il lago è denominato anche Oasi Zarda ed è impiegato come centro di eventi quali matrimoni, incontri e feste.

### Ingegneria idraulica

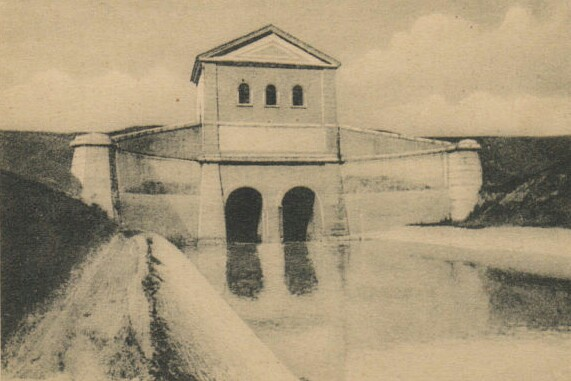
La Botte napoleonica

Il territorio del comune di Bondeno è anche sede di importanti manufatti ed opere di difesa idraulica, fra i quali per particolarità ingegneristica meritano menzione la cosiddetta "Botte napoleonica", l'attiguo "Cavo Napoleonico" , lo stabilimento idrovoro delle "Pilastresi" e l'impianto idrovoro di "Santa Bianca" che raccoglie le acque del Canale Diversivo di Burana. In particolare le due strutture progettate all 'inizio del sec. XIX su decreto di Napoleone, e poi realizzate solo molto tempo dopo, hanno determinato il moderno assetto del territorio, incanalando e riorganizzando il corso delle acque in vario modo: la Botte napoleonica  costituendo un passaggio sottoposto all'alveo del fiume Panaro nel suo incrocio con le acque del Canale di Burana; il Cavo napoleonico, che partendo dal fiume Reno (da cui la definizione alternativa di "scolmatore del Reno") arriva fino al fiume Po e svolge le funzioni di "scarico" delle acque del Reno in piena nel fiume Po, di travaso delle acque del fiume Po al Reno e al C.E.R. per l'irrigazione dei campi delle zone interne, e, dal 2015, alimenta l'impianto di potabilizzazione  "NIP 2" di Ravenna, località Fosso Ghiaia.
Nei pressi del Cavo Napoleonico ha origine il C.E.R. ( Canale Emiliano Romagnolo ).

## Società

### Evoluzione demografica
Abitanti censiti

Il grafico evidenzia una popolazione quasi dimezzata nella seconda metà del XX secolo, evidente conseguenza dello spopolamento delle campagne e della riduzione della popolazione agricola (densità appena 88 abitanti/km²). La ripresa demografica dal 2000 in poi non ha effetto sul territorio bondenese, che continua a perdere popolazione.

### Etnie e minoranze straniere
Gli stranieri residenti nel comune sono 1 619, ovvero l'11,58% della popolazione. Di seguito sono riportati i gruppi più consistenti:
1. Marocco, 640
2. Romania, 281
3. Cina, 127
4. Albania, 106
5. Moldavia, 90
6. India, 57
7. Ucraina, 54
8. Tunisia, 54
9. Polonia, 40
10. Pakistan, 35

### Lingue e dialetti
Oltre alla lingua italiana, a Bondeno è utilizzato il locale dialetto bondenese, una variante del ferrarese.

## Cultura

### Cinema
- Viene citata nella prima puntata della nona stagione della serie TV  "The Middle".
- Il pane di Bondeno è citato da Radames alias l'attore caratterista Pietro Zardini, nella scena del garage, nel film del 1982 di Luciano Salce "Vieni Avanti Cretino" con Lino Banfi

### Musica
La Società Filarmonica "G.Verdi" di Scortichino nasce nel 1881 per iniziativa di Luigi Garani che ne fu il primo maestro direttore fino al 1912.

### Musei
- Pinacoteca civica G. Cattabriga[35]
- Casa del Pittore - Archivio Carlo Tassi[36]
- Piccolo museo della meteorologia[37]

## Geografia antropica

### Frazioni
- Burana
- Ospitale
- Casumaro (diviso fra i comuni di Cento e Finale Emilia).
- Gavello
- Pilastri
- Ponte Rodoni
- Ponti Spagna
- Salvatonica
- Santa Bianca
- Scortichino
- Settepolesini
- Stellata
- Zerbinate

### Località
Arginelli, Argine Lupo, Baj, Borgo Piva, Bruciantine, Canova-Fusegno, Cantalupo, Carbonara, Carioncelletta, Casal Federico, Cavaliera, Ca' Verde, Corpus Domini, Crociale, Forna, Gamberone, Guattarella, Lezzine, Luogo Ferri, Malborghetto, Malcantone, Marmagna, Motta, Paolecchio, Ponti Spagna, Punta, Redena, Romea, Rosario, San Biagio, Senetica, Schiavona, Terzana

## Infrastrutture e trasporti

### Strade
- ex

Bondeno è collegata a Ferrara principalmente dalla ex Strada statale 496 Virgiliana, ora denominata SP 69.

### Ferrovie
La ferrovia Suzzara-Ferrara, di Ferrovie Emilia-Romagna, attraversa il territorio comunale. Sono presenti tre stazioni ferroviarie: Bondeno, Stellata Ficarolo e Zerbinate.
Il servizio passeggeri è svolto da Trenitalia Tper.

### Ciclovie
All'interno della frazione di Stellata ha origine il Percorso cicloturistico Destra Po, parte del sistema di Percorsi cicloturistici della provincia di Ferrara e collegato alla rete nazionale BicItalia e quella europea EuroVelo 8.

## Amministrazione

### Gemellaggi
- Dillingen an der Donau[39]
- Bihać[40]

## Sport

### Calcio
- Bondenese
- S.P.D. Nuova Aurora

### Hockey su prato
L'Hockey Club Bondeno è la compagine del paese, che nel 2018-19 milita nel campionato di serie A2 e che nel recente passato è stata anche in Serie A1, l'ultima volta nella stagione 2010-2011.

### Basket
La squadra di basket del paese è la Matilde Basket Bondeno.

### Atletica
La rappresentativa locale di Atletica leggera è l'Atletica Bondeno, che svolge i suoi allenamenti presso il centro sportivo Bihac.

### Volley
La squadra di pallavolo si chiama ADS AVB Agonistica Volley Bondeno.

### Tiro con l'arco
Il 30 maggio 1993 nasce la A.S.D. Arcieri Bondeno, svolge le sue attività nel campo comunale di tiro con l'arco e nella palestra di Scortichino.